# Robin Vane-Tempest-Stewart, VIII marchese di Londonderry
Robin Stewart Vane-Tempest-Stewart, VIII marchese di Londonderry (18 novembre 1902 – 17 ottobre 1955), è stato un nobile e politico inglese.

## Biografia
Educato all'Eton College, Robin era l'unico figlio maschio di Charles Vane-Tempest-Stewart, VII marchese di Londonderry e di sua moglie, Edith Helen (nata Chaplin). Nel 1901 prese parte come paggio all'incoronazione di re Edoardo VII e per l'occasione Philip de László gli realizzò un ritratto. Lavorò come attaché onorario all'ambasciata britannica a Roma e fu direttore delle Londonderry Collieries, le miniere di carbone di proprietà della sua famiglia. Appassionato di calcio, fu dapprima direttore e poi consigliere dell'Arsenal Football Club dal 1939 al 1946.
Fu membro del partito unionista per la contea di Down nel parlamento del Regno Unito tra il 1931 ed il 1945. Succedette a suo padre nel marchesato nel 1949.
Lord Londonderry fu un noto giocherellone nella sua epoca, giungendo talvolta a compiere scherzi reputati di cattivo gusto come quello di agghindare il suo albero di Natale con profilattici in occasione della visita del parroco locale. Marito attento e padre devoto, era solito intrattenere la famiglia con storie e racconti.
Robin ebbe sempre un rapporto distante e distaccato coi suoi genitori, in particolar modo con suo padre. I due avevano pareri opposti sulla conduzione delle industrie di famiglia soprattutto durante lo sciopero generale del 1926. Quando Robin si sposò con Romaine, figlia di un birraiolo, la sua famiglia vide male quell'unione, ma il matrimonio fu invece felice per quanto durò sino al 1951 quando lady Londonderry venne colpita da un cancro e morì poco dopo, gettando il marito nello sconforto più totale e nell'alcolismo.
Lord Londonderry morì a causa di un'insufficienza epatica il 17 ottobre 1955, all'età di 52 anni. Venne sepolto al fianco della moglie a Wynyard Park per poi essere entrambi trasferiti nella cappella dei marchesi di Londonderry nella St Mary's Church di Long Newton, contea di Durham.

## Matrimonio e figli
Robin sposò nel 1931 Romaine Combe (m. 1951), figlia del maggiore Boyce Combe, di Farnham, Surrey, ed ebbe i seguenti eredi:
- Lady Jane Antonia Frances Vane-Tempest-Stewart (n. 1932), sposò Max Rayne, barone Rayne nel 1965, ed ebbe discendenza. Fu una delle dame d'onore della regina Elisabetta II del Regno Unito all'incoronazione del 1953.[3]
- Lady Annabel Vane-Tempest-Stewart (n. 1934)
- Alexander Charles Robert Vane-Tempest-Stewart, IX marchese di Londonderry (1937–2012)

## Ascendenza
|                                                           |                    |                                                         | Genitori                                               |  |  | Nonni |  |  | Bisnonni                                       |  |  | Trisnonni                                    |  |
|                                                           |                    |                                                         |                                                        |  |  |       |  |  | George Vane-Tempest, V marchese di Londonderry |  |  | Charles Stewart, III marchese di Londonderry |  |
|                                                           |                    |                                                         |                                                        |  |  |       |  |  | George Vane-Tempest, V marchese di Londonderry |  |  | Charles Stewart, III marchese di Londonderry |  |
|                                                           |                    | Frances Vane-Tempest                                    |                                                        |  |  |       |  |  | George Vane-Tempest, V marchese di Londonderry |  |  |                                              |  |
| Charles Vane-Tempest-Stewart, VI marchese di Londonderry  |                    |                                                         |                                                        |  |  |       |  |  | George Vane-Tempest, V marchese di Londonderry |  |  |                                              |  |
|                                                           |                    | Mary Cornelia Edwards                                   | sir John Edwards, I baronetto                          |  |  |       |  |  |                                                |  |  |                                              |  |
|                                                           |                    | Mary Cornelia Edwards                                   | sir John Edwards, I baronetto                          |  |  |       |  |  |                                                |  |  |                                              |  |
|                                                           |                    | Mary Cornelia Edwards                                   | Harriet Johnson                                        |  |  |       |  |  |                                                |  |  |                                              |  |
| Charles Vane-Tempest-Stewart, VII marchese di Londonderry |                    | Mary Cornelia Edwards                                   |                                                        |  |  |       |  |  |                                                |  |  |                                              |  |
|                                                           |                    | Charles Chetwynd-Talbot, XIX conte di Shrewsbury        | Henry Chetwynd-Talbot, XVIII conte di Shrewsbury       |  |  |       |  |  |                                                |  |  |                                              |  |
|                                                           |                    | Charles Chetwynd-Talbot, XIX conte di Shrewsbury        | Henry Chetwynd-Talbot, XVIII conte di Shrewsbury       |  |  |       |  |  |                                                |  |  |                                              |  |
|                                                           |                    | Charles Chetwynd-Talbot, XIX conte di Shrewsbury        | lady Sarah Elizabeth Beresford                         |  |  |       |  |  |                                                |  |  |                                              |  |
| lady Theresa Chetwynd-Talbot                              |                    | Charles Chetwynd-Talbot, XIX conte di Shrewsbury        |                                                        |  |  |       |  |  |                                                |  |  |                                              |  |
|                                                           |                    | Anne Theresa Howe Cockerell                             | Richard Howe Cockerell                                 |  |  |       |  |  |                                                |  |  |                                              |  |
|                                                           |                    | Anne Theresa Howe Cockerell                             | Richard Howe Cockerell                                 |  |  |       |  |  |                                                |  |  |                                              |  |
|                                                           |                    | Anne Theresa Howe Cockerell                             | Theresa Newcomen                                       |  |  |       |  |  |                                                |  |  |                                              |  |
| Robin Vane-Tempest-Stewart, VIII marchese di Londonderry  |                    | Anne Theresa Howe Cockerell                             |                                                        |  |  |       |  |  |                                                |  |  |                                              |  |
|                                                           | rev. Henry Chaplin | Charles Chaplin                                         |                                                        |  |  |       |  |  |                                                |  |  |                                              |  |
|                                                           | rev. Henry Chaplin | Charles Chaplin                                         |                                                        |  |  |       |  |  |                                                |  |  |                                              |  |
|                                                           | rev. Henry Chaplin | Elizabeth Taylor                                        |                                                        |  |  |       |  |  |                                                |  |  |                                              |  |
| Henry Chaplin, I visconte Chaplin                         | rev. Henry Chaplin |                                                         |                                                        |  |  |       |  |  |                                                |  |  |                                              |  |
|                                                           |                    | Caroline Horatia Ellice                                 | William Ellice                                         |  |  |       |  |  |                                                |  |  |                                              |  |
|                                                           |                    | Caroline Horatia Ellice                                 | William Ellice                                         |  |  |       |  |  |                                                |  |  |                                              |  |
|                                                           |                    | Caroline Horatia Ellice                                 | Harriet Ross                                           |  |  |       |  |  |                                                |  |  |                                              |  |
| Edith Helen Chaplin                                       |                    | Caroline Horatia Ellice                                 |                                                        |  |  |       |  |  |                                                |  |  |                                              |  |
|                                                           |                    | George Sutherland-Leveson-Gower, III duca di Sutherland | George Sutherland-Leveson-Gower, II duca di Sutherland |  |  |       |  |  |                                                |  |  |                                              |  |
|                                                           |                    | George Sutherland-Leveson-Gower, III duca di Sutherland | George Sutherland-Leveson-Gower, II duca di Sutherland |  |  |       |  |  |                                                |  |  |                                              |  |
|                                                           |                    | George Sutherland-Leveson-Gower, III duca di Sutherland | lady Harriet Howard                                    |  |  |       |  |  |                                                |  |  |                                              |  |
| lady Florence Sutherland-Leveson-Gower                    |                    | George Sutherland-Leveson-Gower, III duca di Sutherland |                                                        |  |  |       |  |  |                                                |  |  |                                              |  |
|                                                           |                    | Anne Hay-Mackenzie, contessa di Cromartie               | John Hay-Mackenzie                                     |  |  |       |  |  |                                                |  |  |                                              |  |
|                                                           |                    | Anne Hay-Mackenzie, contessa di Cromartie               | John Hay-Mackenzie                                     |  |  |       |  |  |                                                |  |  |                                              |  |
|                                                           |                    | Anne Hay-Mackenzie, contessa di Cromartie               | Anne Gibson-Craig                                      |  |  |       |  |  |                                                |  |  |                                              |  |
|                                                           |                    | Anne Hay-Mackenzie, contessa di Cromartie               |                                                        |  |  |       |  |  |                                                |  |  |                                              |  |